# Hybochelus
Hybochelus is een geslacht van weekdieren uit de klasse van de Gastropoda (slakken).

## Soorten
- Hybochelus cancellatus (Krauss, 1848)